# 大山神社 (富加町)
大山神社（おおやまじんじゃ）は、岐阜県加茂郡富加町にある神社。式内社で、旧社格は郷社。

## 祭神
主神
- 大山祇神（おおやまづみのかみ）

合祀
- 建御名方神（たけみなかたのかみ）
- 倉稻魂神（うかのみたまのかみ）
- 火産巣日神（ほむすびかみ）
- 応神天皇（おうじんてんのう）
- 菅原道真（すがわらみちざね）
- 喜久理比咩神（きくりひめのかみ）

## 歴史
式内社の美濃国賀茂郡大山神社という説がある。江戸時代は「賀茂明神」「白山宮」と呼ばれていたという。

## 現地情報
所在地
- 岐阜県加茂郡富加町大山218

交通アクセス
- 最寄バス停：岐阜バス関上之保線バス停「大平賀」下車後、徒歩15分
  - バス停からは津保川の対岸になる。